# Токсовский тоннель
То́ксовский тонне́ль[уточнить] — тоннель под КАД Санкт-Петербурга на 31-м километре внутреннего кольца и железнодорожными путями Приозерского направления ОЖД на участке Новая Охта — Девяткино в районе ответвления с однопуткой в сторону Парголово, соединяющий Калининский район Санкт-Петербурга и город Мурино.
Построен в 2007 году с целью связи северо-востока Санкт-Петербурга и Токсовского шоссе. Является основной дорогой, связывающей новостройки города Мурино с выходом в Санкт-Петербург к улице Руставели и станции метро «Гражданский проспект». Альтернативными путями в Санкт-Петербург и обратно являются объезд через Кузьмолово и Новоприозерское шоссе, а также Муринская дорога с выездом на Пискарёвский проспект.
В 2017—2018 годах прошла реконструкция тоннеля с поочерёдным закрытием полос для движения. Стоимость работ по ремонту — 563,3 млн руб. Заказчик реконструкции — ФКУ «Управление федеральных автомобильных дорог «Северо-Запад», подрядчик — ООО «Карст».
Параллельно автомобильному тоннелю имеется пешеходный отсек — отдельно расположенный подземный пешеходный переход.